# Península de Mussulo
Mussulo, a veces confundido con una isla y también conocida como Massula (en portugués: Mussulo, Massula) es una península larga y delgada frente a la costa de la ciudad de Luanda, en Angola. Fue formada por los sedimentos del río Cuanza y es conocida por sus playas y las diversas actividades acuáticas que se pueden realizar en sus aguas. Administrativamente depende del Municipio de Samba, en la provincia de Luanda.